# Roncus troglophilus
Espèce
Roncus troglophilus est une espèce de pseudoscorpions de la famille des Neobisiidae.

## Distribution
Cette espèce se rencontre en Italie et en Turquie.

## Description
L'holotype mesure 3,3 mm.

## Publication originale
- Beier, 1931 : Zur Kenntnis der troglobionten Neobisien (Pseudoscorp.). Eos, vol. 7, p. 9-23 (texte intégral).